# Europees kampioenschap zeilwagenrijden 1979
Het Europees kampioenschap zeilwagenrijden 1979 was een door de Internationale Vereniging voor Zeilwagensport (FISLY) georganiseerd kampioenschap voor zeilwagenracers. De 17e editie van het Europees kampioenschap vond plaats in het Duitse Sankt Peter-Ording. 

## Uitslagen
| klasse   | Goud             | Zilver            | Brons                |
| -------- | ---------------- | ----------------- | -------------------- |
| Klasse 2 | Georges Ameele   | Benoit Demoury    | Guy Houillon         |
| Klasse 3 | Bertrand Lambert | Michel Morel      | Peter Biner Wulf     |
| Klasse 4 | Stewart Mason    | Jean-Pierre Ville | Peter Christopherson |
| Dames    | Vivian Ellis     | Goede Suster Wulf | Marie-Pierre Passet  |

1963 ·
1964 ·
1965 ·
1966 ·
1967 ·
1968 ·
1969 ·
1970 ·
1971 ·
1972 ·
1973 ·
1974 ·
1975 ·
1976 ·
1977 ·
1978 ·
1979 ·
1980 ·
1981 ·
1982 ·
1983 ·
1984 ·
1985 ·
1986 ·
1987 ·
1988 ·
1989 ·
1990 ·
1991 ·
1992 ·
1993 ·
1994 ·
1995 ·
1996 ·
1997 ·
1998 ·
1999 ·
2000 ·
2001 ·
2002 ·
2003 ·
2004 ·
2005 ·
2006 ·
2007 ·
2009 ·
2010 ·
2011 ·
2013 ·
2015 ·
2016 ·
2017 ·
2019 ·
2020 ·